# 2026年冬季奥林匹克运动会波斯尼亚和黑塞哥维那代表团
2026年冬季奧林匹克運動會波士尼亞與赫塞哥維納代表團是波士尼亞與赫塞哥維納所派出的第25届冬季奥林匹克运动会代表團。這是該國第九次參加冬季奧運會。

## 高山滑雪
波士尼亞與赫塞哥維那已有一男及一女取得高山滑雪參賽資格。